# Публий Квинтилий Вар (претор 203 пр.н.е.)
Вижте пояснителната страница за други личности с името Вар (пояснение).
Публий Квинтилий Вар (на латински: Publius Quintilius Varus) e политик и сенатор на Римската република през Втората пуническа война.
През 203 пр.н.е. той е претор и отговаря за Ариминум. Заедно с Марк Корнелий Цетег (проконсул в Горна Италия) той побеждава в Етрурия на територията на инсубрите в битка картагенския генерал Магон Барка, най-малкият брат на Ханибал, и го задължава така да напусне Италия.